# متلازمة فراكارو (XXXXY,49)
متلازمة فراكارو (بالإنجليزية: Fraccaro syndrome) أو متلازمة 49,XXXXY (بالإنجليزية: XXXXY,49 syndrome) هي شذوذ نادر للغاية واختلال لصيغة الكروموسومات الجنسية. ويحدث هذا في حوالي 1 من بين 85.000 إلى 100.000 ذكر. هذه المتلازمة هي نتيجة عدم انفصال الأم أثناء الانقسام الاختزالي الأول والثاني. تم تشخيصه لأول مرة في عام 1960 وتمت تسميته بمتلازمة فراكارو على اسم الباحث.

## الأعراض والعلامات
أعراض متلازمة فراكارو تشبه إلى حد ما أعراض متلازمة كلاينفلتر ومتلازمة XXXY، لكنها عادة ما تكون أكثر خطورة. غالبًا ما يكون اختلال الصيغة الصبغية مميتًا، ولكن هناك "تعطيل X"، حيث يتم تقليل تأثير جرعة الجينات الإضافية بسبب وجود كروموسومات X الإضافية بشكل كبير.

### الأعراض التناسلية
- يميل الأشخاص المصابون بمتلازمة فراكارو إلى إظهار خصائص جنسية ثانوية طفولية مع العقم في مرحلة البلوغ.[5]

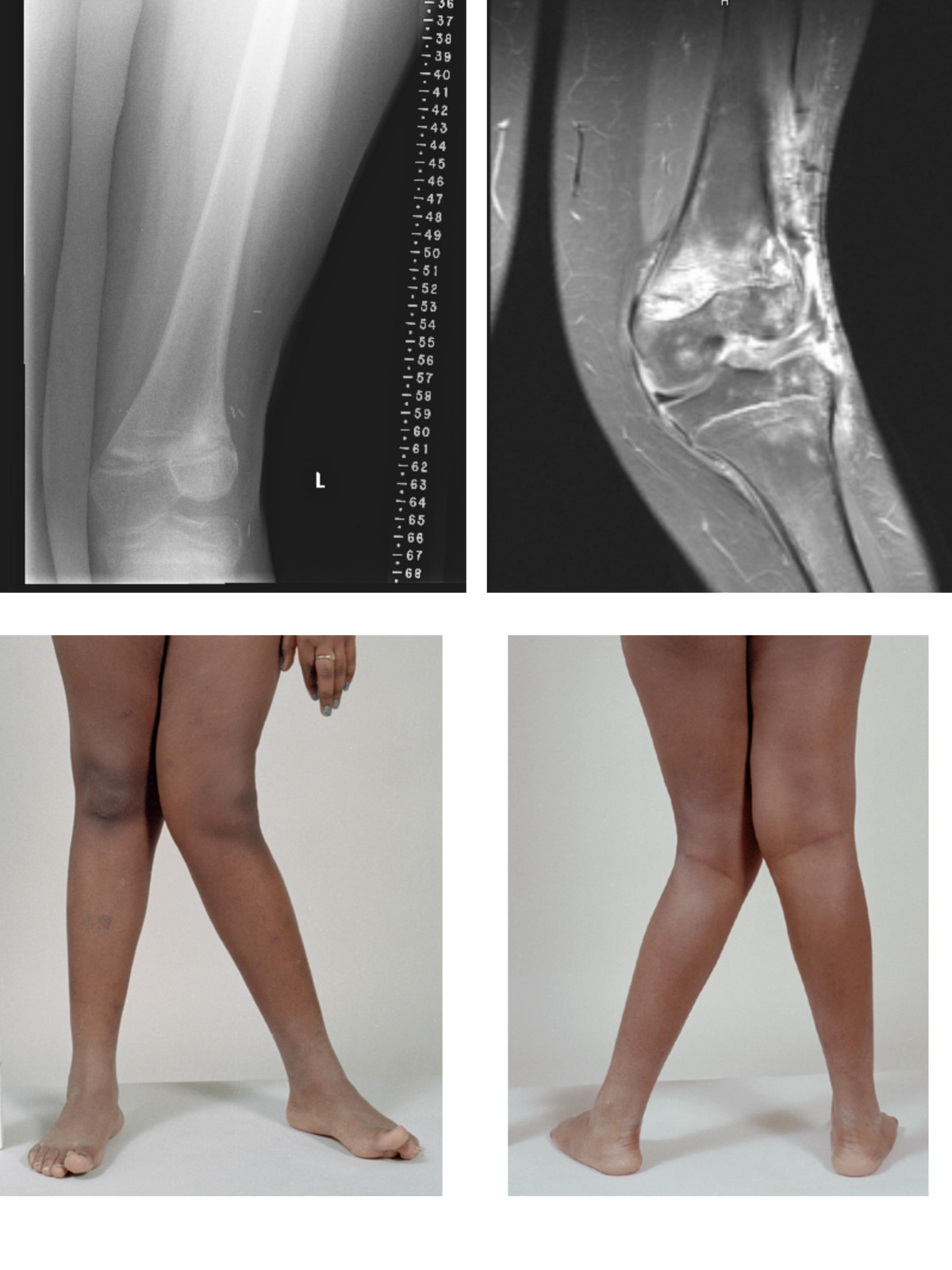
الركبة الروحاء

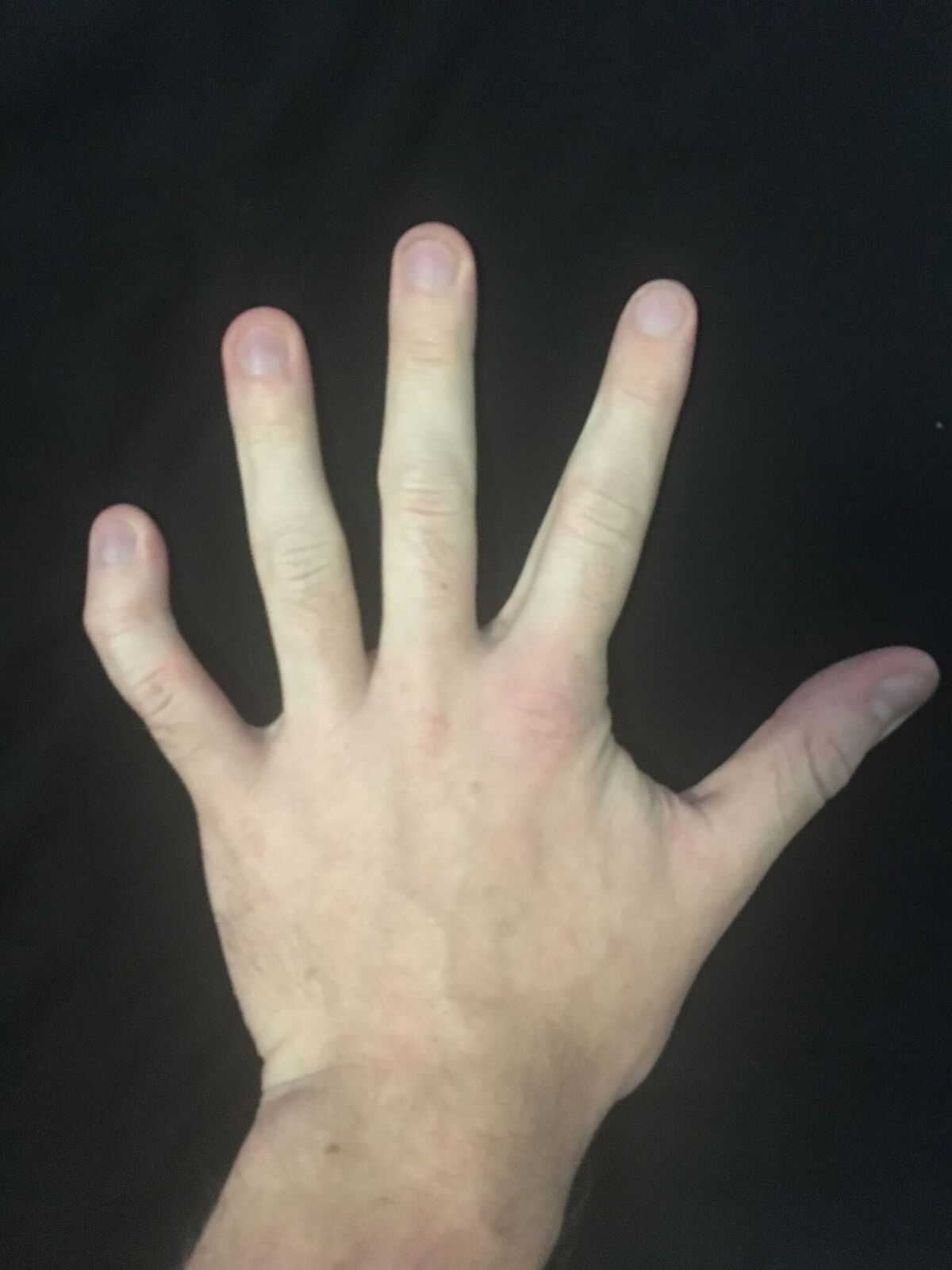
تقوس الإصبع الخامس

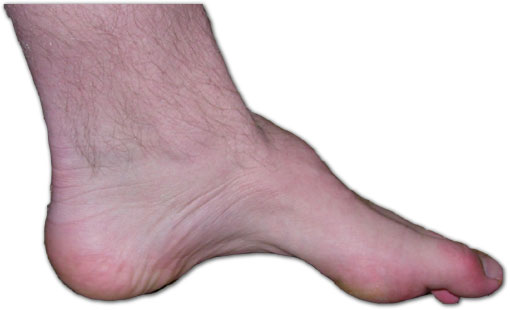
القدم الجوفاء

- الأعضاء التناسلية ناقصة التنسج.[5]
- البلوغ الغائب أو المتأخر.[6]

### العلامات السريرية
يميل الذكور المصابون بمتلازمة فراكارو إلى الإصابة بالعديد من التشوهات الهيكلية. تشمل هذه التشوهات الهيكلية ما يلي:
- الركبة الروحاء.
- قدم جوفاء.
- تقوس الأصبع الخامس.
- الحنك المشقوق.
- اعوجاج القدم.
- أمراض الجهاز التنفسي.
- رقبة قصيرة وواسعة.
- انخفاض الوزن عند الولادة.
- المفاصل شديدة التمدد.
- قصر القامة.
- أكتاف ضيقة.
- الملامح الخشنة في سن الشيخوخة.
- فرط التباعد.
- طيات علاية الموق.
- بروز الفك.
- التثدي (نادر).
- نقص التوتر العضلي.
- خصية هاجرة.
- عيوب القلب الخلقية.
- وجه مستدير جدًا في مرحلة الطفولة.[5]
- قد تترافق متلازمة فراكارو أيضًا مع زيادة معدلات نقص المناعة الأولية.[8]

### الأعراض والعلامات المعرفية والتنموية
كما هو الحال مع متلازمة داون، تختلف التأثيرات العقلية لمتلازمة فراكارو. تعتبر مشاكل الكلام الضعيفة والمشاكل السلوكية غير القادرة على التكيف نموذجية. نظرت إحدى الدراسات إلى الذكور الذين تم تشخيصهم بـ متلازمة XXYY، ومتلازمة XXXY، ومتلازمة XXXXY. ووجدوا أن الذكور المصابين بـ متلازمة XXXY، ومتلازمة XXXXY يعملون بمستوى معرفي أقل بكثير من الذكور في نفس أعمارهم. يميل هؤلاء الذكور أيضًا إلى إظهار سلوك غير ناضج أكثر بالنسبة لعمرهم الزمني؛ كما تم ذكر زيادة الميول العدوانية في هذه الدراسة.
وجدت دراسة أجريت عام 2020 أن الأولاد المصابين بمتلازمة فراكارو لديهم معدلات مرتفعة من السلوك الداخلي والقلق، بدءًا من مرحلة ما قبل المدرسة. وجدت الاختبارات باستخدام مقياس الاستجابة الاجتماعية 2 (SRS-2) أنه في حين أن الأشخاص الذين يعانون من هذه الحالة أظهروا بشكل عام المزيد من علامات الضعف الاجتماعي، إلا أن التأثير كان ضئيلًا على وعيهم الاجتماعي.

## الفيزيولوجيا المرضية
كما يشير اسمها، فإن الشخص المصاب بالمتلازمة لديه كروموسوم Y واحد وأربعة كروموسومات X في الزوج الثالث والعشرين، وبالتالي يكون لديه تسعة وأربعون كروموسومًا بدلاً من ستة وأربعين كروموسومًا طبيعيًا. كما هو الحال مع معظم فئات اضطرابات اختلال الصيغة الصبغية، غالبًا ما تكون متلازمة فراكارو (49،XXXXY) مصحوبة بـإعاقة ذهنية. يمكن اعتباره شكلاً أو نوعًا مختلفًا من متلازمة كلاينفلتر (47،XXY). الأفراد الذين يعانون من هذه المتلازمة عادة ما يكونون فسيفساء، 49،XXXXY/48،XXXX.
متلازمة فراكارو هي متلازمة جينية ولكنها ليست وراثية، مما يعني أنه على الرغم من أن جينات الوالدين تسبب المتلازمة، إلا أن هناك فرصة ضئيلة لإصابة أكثر من طفل بالمتلازمة. احتمال وراثة المرض هو حوالي واحد في المئة.

## التشخيص
يمكن تشخيص متلازمة فراكارو (49،XXXXY) سريريًا من خلال التنميط النووي. قد يكون خلل التشوه الوجهي وغيره من التشوهات الجسدية سببًا لإجراء الاختبار الجيني.

## العلاج
في حين لا يوجد علاج لتصحيح الشذوذ الجيني لهذه المتلازمة، هناك إمكانية لعلاج الأعراض. ونتيجة للعقم، استخدم رجل من إيران وسائل الإنجاب الاصطناعية. طفل رضيع في إيران تم تشخيص إصابته بمتلازمة فراكارو وُلد بالقناة الشريانية السالكة، والتي تم تصحيحها بالجراحة، ومضاعفات أخرى تمت إدارتها بالعلاج البديل.
وقد تبين أن استخدام علاج التستوستيرون يؤدي إلى تحسين المهارات الحركية والكلام ومعدل الذكاء غير اللفظي لدى الذكور المصابين بمتلازمة فراكارو.